# ريجنالد فريدريك لورانس
ريجنالد فريدريك لورانس (بالإنجليزية: Reginald Frederick Lawrence)‏ هو مدير متحف ‏ جنوب أفريقي، ولد في 6 مارس 1897 في جورج في جنوب أفريقيا، وتوفي في 9 أكتوبر 1987 في بيترماريتزبرغ في جنوب أفريقيا.